# Ekmes
Ekmes (Baeolophus inornatus) är en nordamerikansk fågel i familjen mesar inom ordningen tättingar.

## Utseende och läten
Ekmesen är en stor (15-16 cm), enfärgat gråbrun mes med en kort tofs. Den är nästan identisk med blek gråmes och de båda behandlades fram tills nyligen som en och samma art. Ekmesen är i genomsnitt något mörkare och brunare. Lätena skiljer sig tydligare åt, där sången består av starka visslande fraser som "tjiboo tjiboo" och lätena tunna och ljusa toner följda av enkla hårda: "si si si chrr".

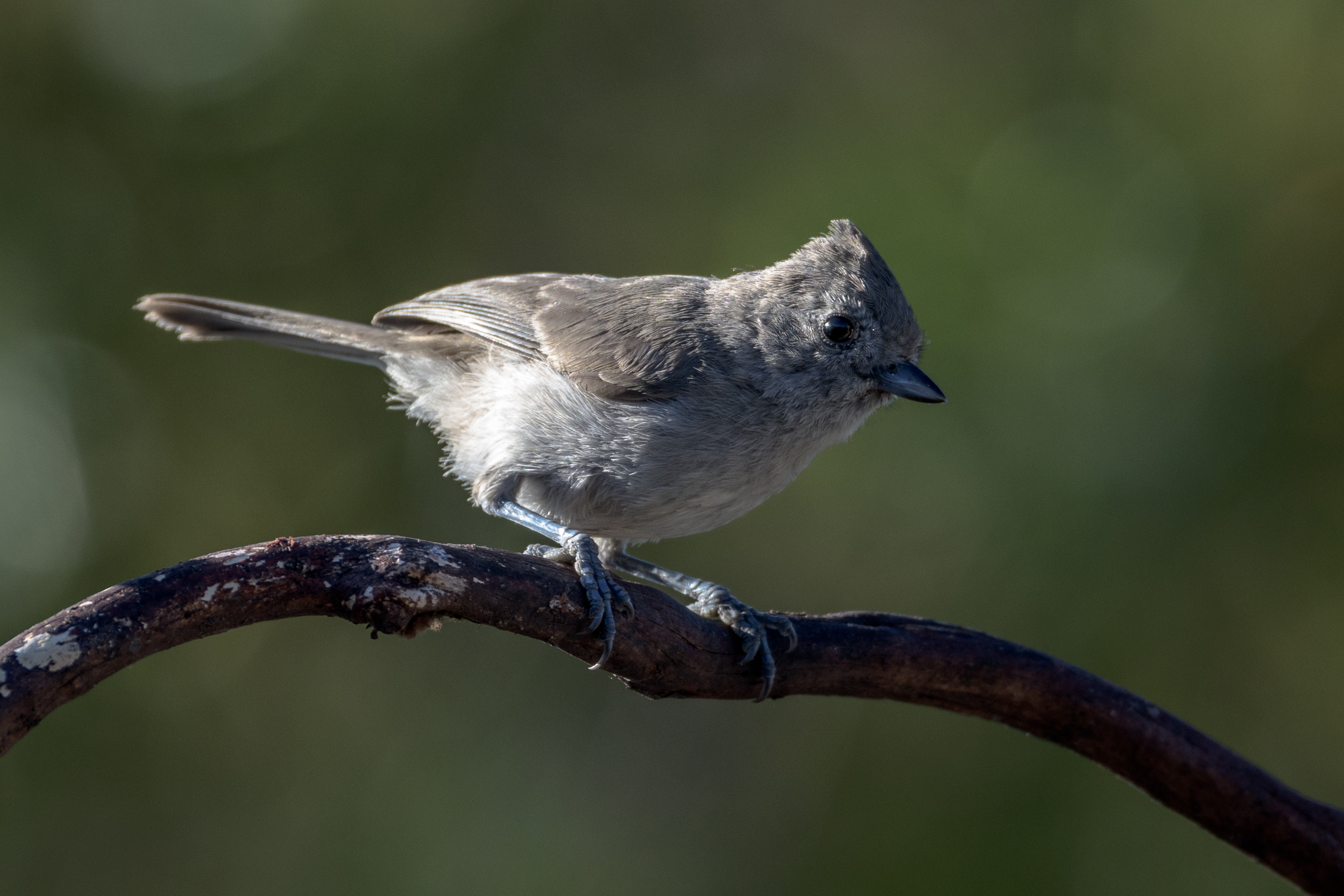

## Utbredning och systematik
Ekmesen återfinns i västra Nordamerika och delas upp i fyra underarter med följande utbredning:
- Baeolophus inornatus inornatus – sydvästra Oregon söderut till södra Kalifornien (Santa Barbara County och Kern County)
- Baeolophus inornatus affabilis – sydvästra Kalifornien (Ventura County) till norra Baja California
- Baeolophus inornatus mohavensis – Little San Bernardino Mountains i södra Kalifornien
- Baeolophus inornatus cineraceus – Cape-distriktet i södra Baja California

Ekmes och blek gråmes behandlades tidigare som en och samma art.

### Släktestillhörighet
Tidigare inkluderades arterna i Baeolophus i släktet Parus men efter jämförande genetiska och morfologiska studier behandlar idag de flesta auktoriteter Baeolophus som ett distinkt släkte.

## Levnadssätt
Ekmesen hittas som namnet avslöjar i öppen ekskog och närliggande träd. Den ses vanligen i par eller små familjegrupper, på jakt efter frön och insekter. Fågeln häckar från slutet av mars till mitten av juli och lägger endast en kull. Paren håller ihop livet ut och reviren hävdas året runt. Arten är huvudsakligen stannfågel.

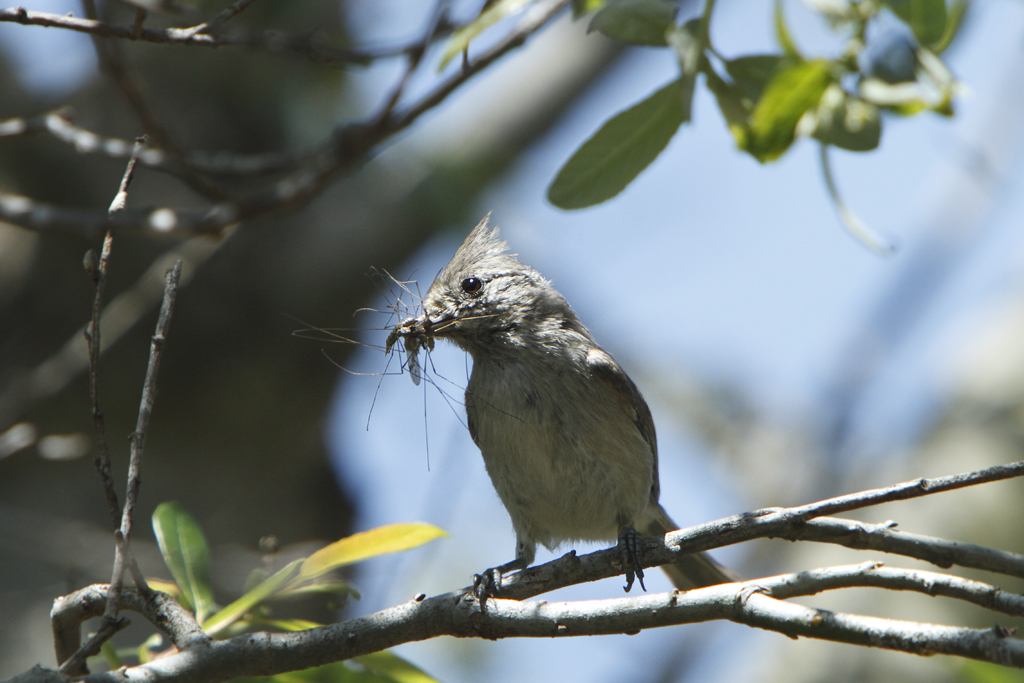
Ekmes med föda åt ungar.

## Status och hot
Arten har ett stort utbredningsområde och en stor population med stabil utveckling och tros inte vara utsatt för något substantiellt hot. Utifrån dessa kriterier kategoriserar internationella naturvårdsunionen IUCN arten som livskraftig (LC).